# Batalla de Gembloux
La batalla de Gembloux va tenir lloc a Gembloux, prop de Namur (actualment a Bèlgica), entre les forces espanyoles dirigides per en Joan d'Àustria, el governador general dels Països Baixos espanyols i un exèrcit rebel compost de soldats holandesos, flamencs, anglesos, escocesos, alemanys, francesos i valons sota el comandament d'Anton van Goignies, durant la Guerra dels Vuitanta Anys i la Guerra anglo-espanyola (1585–1604). El 31 de gener de 1578, la cavalleria espanyola comandada pel nebot d'en Joan, Alexander Farnese, príncep de Parma, després de fer retrocedir la cavalleria holandesa, va atacar l'exèrcit holandès, provocant un enorme pànic entre les tropes rebels. El resultat va ser una victòria aclaparadora per a les forces espanyoles. La batalla va accelerar la desintegració de la unitat de les províncies rebels i va significar el final de la Unió de Brussel·les.

## Preludi
Després del saqueig d'Anvers pels amotinats espanyols el 4 de novembre de 1576, catòlics i protestants dels Països Baixos van concloure la pacificació de Gant, per eliminar totes les tropes espanyoles. Els tercis espanyols es van retirar de fet a Itàlia l'abril de 1577, després que el nou governador general dels Països Baixos espanyols, el famós cavaller cristià i mig germà de Felip II d'Espanya, en Joan d'Àustria (vencedor de Lepant), hagués va signar l'Edicte Perpetu.
Tanmateix, l'estiu de 1577, en Joan d'Àustria amb el lema (Amb aquest signe vaig vèncer els turcs, en aquest venceré els heretges) va començar a planificar una nova campanya contra els rebels holandesos, i el juliol de 1577 va prendre la Ciutadella de Namur per sorpresa sense lluitar. Aquesta acció va desestabilitzar encara més la inquietant aliança entre catòlics i protestants. Des de desembre de 1577, Joan d'Àustria, encara amb seu a Luxemburg, va rebre reforços de la Llombardia espanyola: unes 9.000 tropes espanyoles endurides per la batalla a les ordres d'Alexandre Farnese, príncep de Parma (duc després de la mort del seu pare, Ottavio Farnese, duc de Parma, al setembre de 1586), complementat per 4.000 soldats de Lorena sota el comandament de Peter Ernst, comte de Mansfeld, i tropes valones locals de Luxemburg i Namur. Al gener de 1578, tenia entre 17.000 i 20.000 homes a la seva disposició.
La Unió de Brussel·les tenia 25.000 combatents, però aquestes tropes estaven mal equipades i dirigides, i sobretot molt diverses: holandesos, flamencs, anglesos, escocesos, valons, alemanys i francesos, i religiosament anaven des de fidels catòlics fins a calvinistes entusiastes.

## Batalla de Gembloux
Els últims dies de gener de 1578, l'exèrcit holandès va acampar entre Gembloux i Namur. L'exèrcit estava en mal estat, amb molts malalts. Els seus líders, George de Lalaing, comte de Rennenberg, Philip de Lalaing III comte de Lalaing, Robert de Melun i Valentin de Pardieu, estaven absents perquè assistiren al matrimoni del baró de Beersel i Marguerite de Mérode a Brussel·les. El comandament de l'exèrcit estava en mans d'Antoine de Goignies, Senyor de Vendege. Altres comandants notables de l'exèrcit holandès van ser Maximilien de Héninel comte de Boussu, Martin Schenck (que després de la derrota de Gembloux, es va allistar a l'exèrcit de Flandes), Emanuel Philibert de Lalaing, Comte d'Egmont, Guillem II de La Marck, senyor de Lumey, i Charles Philippe de Croÿ, marquès d'Havré.
Quan De Goignies va saber que l'exèrcit espanyol s'acostava a Namur, va decidir retirar-se a Gembloux.

## L'acció de Parma
A la matinada del 31 de gener, l'exèrcit espanyol va marxar cap a l'exèrcit rebel, amb la cavalleria al comandament d'Ottavio Gonzaga al capdavant, seguida dels mosqueters i la infanteria comandada per Cristóbal de Mondragón, i després el gruix de l'exèrcit dirigit per Joan d'Àustria i Alexander Farnese. La rereguarda de l'exèrcit va quedar en mans del comte de Mansfeld.
La cavalleria espanyola havia creuat el riu Mosa i havia entrat en contacte amb la rereguarda de l'exèrcit rebel. Amb el gruix del seu exèrcit encara al sud del Mosa, Joan va enviar missatges a la seva cavalleria, ara comandada per Alexander, perquè no s'apropés massa a l'enemic fins a l'arribada de la resta de les tropes. Però Alexander, veient el lamentable estat de les forces enemigues i avisat per Mondragón i Gonzaga de l'oportunitat de sorprendre l'enemic, va donar l'ordre de carregar. Després de diversos enfrontaments amb la cavalleria espanyola, la cavalleria holandesa, que protegia la rereguarda de les seves forces, va fugir cap a l'exèrcit, provocant un enorme pànic entre les tropes rebels. El resultat va ser una victòria aclaparadora per part de la cavalleria de Parma. L'ordre de tot l'exèrcit es va desintegrar, i la cavalleria espanyola gairebé sense oposició va massacrar les tropes que fugien.

## Destrucció de l'exèrcit dels estats generals
L'exèrcit holandès va intentar reagrupar-se, però un canó i les seves municions van explotar, causant moltes morts i un nou pànic. Mentrestant, part de les tropes rebels, majoritàriament holandeses i escoceses dirigides pel coronel Henry Balfour, van intentar prendre posicions defensives, però no van poder resistir els mosqueters i piquers liderats per Joan, Mondragón i Gonzaga. La victòria espanyola va ser completa, De Goignies va ser fet presoner, juntament amb un gran nombre dels seus oficials, Joan va capturar 34 banderes i estendards i tota l'artilleria i el bagatge de l'enemic, i milers de rebels soldats van ser assassinats o capturats. Les baixes espanyoles, però, van ser mínimes, uns 12 morts i uns quants ferits. Al voltant de 3.000 homes van arribar a Gembloux i van tancar les portes, però després de les negociacions els rebels es van rendir als espanyols el 5 de febrer i la ciutat es va estalviar de ser saquejada.

## Conseqüències
La derrota de Gembloux va obligar al príncep Guillem I, líder de la revolta, a abandonar Brussel·les, juntament amb el seu governador nominal, Matías d'Àustria (futur emperador del Sacre Imperi Germànic), que havia acceptat el càrrec de governador general dels estats generals, encara que no va ser reconegut pel seu oncle, Felip II. La victòria de Joan també va significar la fi de la Unió de Brussel·les, i va accelerar la desintegració de la unitat de les províncies rebels.
Joan va morir nou mesos després de la batalla (probablement a causa del tifus), l'1 d'octubre de 1578, i va ser succeït per Farnese com a governador general (últim desig de Joan que va confirmar Felip II), que al capdavant de l'exèrcit espanyol va reconquerir gran part dels Països Baixos els anys següents.
El 6 de gener de 1579 les províncies lleials a la monarquia espanyola van signar la Unió defensiva d'Arràs, van expressar la seva lleialtat a Felip II i van reconèixer Farnese com a governador general dels Països Baixos. En canvi, les províncies lleials a la causa protestant van signar la Unió defensiva d'Utrecht.